# 10717 Дікволкер
10717 Дікволкер (10717 Dickwalker) — астероїд головного поясу, відкритий 1 грудня 1983 року.
Тіссеранів параметр щодо Юпітера — 3,567.